# Indesiderata
Indesiderata (titolo originale Askungar) è un romanzo giallo della scrittrice svedese Kristina Ohlsson pubblicato in Svezia nel 2009.
È il primo libro della serie che ha per protagonista l'analista investigativa Fredrika Bergman.
La prima edizione del romanzo è stata pubblicata nell'anno 2010 da Piemme.

## Trama
In una piovosa giornata estiva, su un treno diretto da Göteborg a Stoccolma viaggiano una mamma con la sua bambina. A causa di un problema tecnico il treno si ferma poco prima di giungere a destinazione e la madre, per raccogliere informazioni sul guasto, scende dal vagone. Purtroppo il treno riparte e, una volta giunto all'arrivo, della bambina non c'è più traccia. Dopo alcune ricerche viene ipotizzato un rapimento sul quale indagano l'ispettore Alex Recht e la giovane analista investigativa Fredrika Bergman. Inizialmente i due si concentrano sul padre della bambina, uomo geloso e violento dal quale la madre si è separata. Quando però il cadavere della piccola viene ritrovato nel parcheggio di un ospedale con la testa rasata e, sulla fronte, la scritta "indesiderata", Alex e Fredrika capiscono che potrebbero avere a che fare con uno psicopatico che va fermato prima della prossima potenziale vittima. 

## Edizioni
- Kristina Ohlsson, Indesiderata, traduzione di Alessandro Bassini e Sara Culeddu, Piemme, 2010. ISBN 978-88-566-1355-1.
- Kristina Ohlsson, Indesiderata, traduzione di Alessandro Bassini e Sara Culeddu, Piemme, 2011. ISBN 978-88-566-2092-4.